# 奥布里茨贝格-鲁斯特
奥布里茨贝格-鲁斯特是奥地利下奥地利州圣帕尔滕兰县的一个市镇。总面积41.51平方公里，总人口2276人，人口密度54.8人/平方公里（2012年）。